# Bent Løfqvist
Bent Løfqvist-Hansen (* 26. Februar 1936 in Kopenhagen; † 14. April 2022) war ein dänischer Fußballspieler. Der Angreifer spielte seit 1958 in der 2. Division beim Boldklubben 1913, einem Vorgängerverein des FC Fyn. 1960 konnte er mit dem Verein nach dem Aufstieg im Vorjahr einen siebten Platz in der 1. Division erreichen. In der darauffolgenden Spielzeit belegte die Mannschaft den dritten Platz in der Meisterschaft und qualifizierte sich damit für den Landesmeisterwettbewerb 1961/62; bei den Vorrundenerfolgen über Spora Luxemburg konnte Løfqvist insgesamt sieben Treffer erzielen. Im Achtelfinale unterlag man schließlich dem späteren Gewinner Real Madrid. Løfqvist wurde gemeinsam mit Heinz Strehl (1. FC Nürnberg), Alfredo Di Stéfano, Ferenc Puskás und Justo Tejada (alle Real Madrid) Torschützenkönig des Landesmeisterpokals. Am 20. September 1961, nur eine Woche nach seinem Fünferpack im Rückspiel gegen Luxemburg, kam Løfqvist zu seinem einzigen Einsatz in der Nationalmannschaft: Bei der 1:5-Niederlage gegen die Bundesrepublik Deutschland stand er 90 Minuten lang auf dem Platz. Nach 89 Treffern in 142 Spielen für den Boldklubben 1913 wechselte der Däne 1962 zum französischen Zweitligisten FC Metz und schließlich 1966 zum dänischen Zweitligisten Odense BK; mit dem Verein stieg er 1967 in die 1. Division auf. Nach dem Abstieg im folgenden Jahr beendete Løfqvist 1968 seine Karriere.